# Daisuke Namikawa
Daisuke Namikawa (浪川大輔, Namikawa Daisuke, Tóquio, 02 de abril de 1976) é um seiyū japonês.
Ele começou a atuar em 1984. Ele é muitas vezes confundido com o ator companheiro Daisuke Hirakawa, como seus nomes só se diferem por um caractere quando escritos em kanji. Apesar de sua ampla gama de elenco em voz, ele é normalmente escalado para jovens heróis bondosos, como Mikage em 07 Ghost,  Fai D. Flourite em Tsubasa: Reservoir Chronicle, Keita Ibuki em Black God e em Hetalia como Norte da Itália e Sul da Itália, mas ele também é escalado para frios anti-hérois ou vilões como Jellal em Fairy Tail, Ulquiorra Cifer em Bleach, Kei Kurono em Gantz, Eustass Kid em One Piece em Toutaku Chuuei em Ikki Tousen.
Ele é o dublador japonês oficial para Elijah Wood e Hayden Christensen. Também já dublou: Leonardo DiCaprio, Tony Jaa, Edward Furlong e Kevin Zegers em japonês.
Namikawa fez sua estréia como diretor em um filme intitulado "Wonderful World", live-action que estreou no Japão no início do verão de 2010. Ele também estrelou o filme em si, juntamente com  os dubladores Mamoru Miyano, Tomokazu Sugita, Tomokazu Seki, Rikiya Koyama, Yuka Hirata, Showtaro Morikubo e Yuhko Kaida.
Ele ganhou o prêmio de Melhor Ator em papéis coadjuvantes no 4° Seiyuu Awards.

## Papéis de voz
Negrito indica papéis principais.

### Anime
| 1993 - Nintama Rantarou (Takamaru Saitou) 1996 - Detective Conan (Shiro Ogata) 1997 - Kero Kero Chime (Aoi) 1998 - Yu-Gi-Oh! (Hayama) 1999 - Arc the Lad as Elk - One Piece as Eustass Kid 2000 - Saiyuki Reload (Kami-sama) - Yu-Gi-Oh! Duel Monsters (Ryota Kajiki) 2001 - The Prince of Tennis (Chotaro Otori) - Legend of the Condor Hero (Yang Guo) 2002 - Genma Taisen (Jin) - Wagamama Fairy: Mirumo de Pon! (Yūki Setsu) - Naruto (Sumaru) 2003 - Beyblade G-Revolution (Hitoshi Kinomiya) - Dokkoider (Suzuo Sakurazaki/Dokkoida) - Onegai ☆ Twins (Maiku Kamishiro) - Ikki Tousen (Toutaku Chuuei) - Gilgamesh (Tatsuya Madoka; Terumichi Madoka) - Maburaho (Mitsuaki Nanba) 2004 - Superior Defender Gundam Force (Guneagle, Hogaremaru) - Hi no Tori (Masato Yamanobe; Takeru) - Kyo Kara Maoh! (Ryan) - Melody of Oblivion (Kuron) - Gantz (Kei Kurono) - Agatha Christie's Great Detectives Poirot and Marple (Constable Hearst; Chibo) - Beck (Yukio Tanaka) - Major (Joe Gibson Jr.) | 2005 - Tsubasa: Reservoir Chronicle (Fai D. Flourite) - Honey and Clover (Rokutarō) - Oku-sama wa Joshi Kōsei (Sonoda-sensei) - Full Metal Panic! (Leonard Testarossa) 2006 - Utawarerumono (Benawi) - Ouran High School Host Club (Tetsuya Sendou) - .hack// (IYOTE) - Ray the Animation (Koichi) - Black Lagoon(Rock) - Musashi Gundoh (Musashi Miyamoto) - The Third (Iks) - Pokémon: Diamond and Pearl (Lucian (Goyou)) - Bakumatsu Kikansetsu Irohanihoheto (Akizuki Yōjirō) - Katekyo Hitman Reborn! (Giotto/Vongola Primo; Future Sawada Tsunayoshi) - Tokyo Tribe2 (Kai) 2007 - Bleach (Ulquiorra Schiffer) - Sisters of Wellber (Gallahad Eiger) - El Cazador de la Bruja (Miguel) - Blue Dragon (Jiro) - Toward the Terra (Leo) - Mononoke (Sougen) - Shigurui: Death Frenzy (Gennosuke Fujiki) - Mobile Suit Gundam 00 (Team Trinity\|Michael Trinity) - MapleStory (Ariba) 2008 - Persona -trinity soul- (Tōma Shikura) - Spice and Wolf (Zheren) - Nabari no Ō (Thobari Kumohira Durandal) - Blade of the Immortal (Araya Kawakami) - Mōryō no Hako (Morihiko Toriguchi) | 2009 - Hajime No Ippo: New Challenger (Itagaki Manabu) - Black God (Keita Ibuki) - Hetalia: Axis Powers (Itália e Romano(Sul da Itália)) - Fullmetal Alchemist: Brotherhood (Hohenheim jovem) - Hanasakeru Seishōnen (Rumaty Ihvan di Raginei/Machaty Sheik di Raginei) - 07 Ghost (Mikage) - Kimi ni Todoke (Shota Kazehaya) - Kobato (Ginsei e Fai D. Flourite) - Fairy Tail (Siegrain/Jellal, Mystogan) 2010 - Senkou no Night Raid (Kazura Iha) - House of Five Leaves (Masanosuke Akitsu) - Sarai-ya Goyou (Masanosuke Akitsu) - Mitsudomoe (Gachi Ranger Azul) - Sengoku Basara: Samurai Kings (Miyamoto Musashi) 2011 - Level E (Prince) - Danbōru Senki (Kazuya Aoshima) - Kaiji (Ichijou) - Yondemasu yo, Azazel-san (Akutabe) - Fate/Zero (Waver Velvet) - Persona 4 - The Animation (Yu Narukami) - Hunter x Hunter (2011) (Hisoka) 2012 - Danshi Kōkōsei no Nichijō (Motoharu) - Hiiro no Kakera (Yūichi Komura) - Medaka Box (Akune Kouki) - K (Isana Yashiro) |  |